# Рещиков, Сергей Юрьевич
Серге́й Ю́рьевич Ре́щиков (род. 23 апреля 1960) — российский дипломат. Чрезвычайный и полномочный посланник 2 класса (2018).

## Биография
Окончил Московский государственный институт международных отношений МИД СССР (МГИМО) в 1987 году. Владеет испанским и английским языками. На дипломатической работе с 1987 года.
- В 2011—2012 годах — временный поверенный в делах России в Парагвае.
- В 2015—2021 годах — советник-посланник Посольства Российской Федерации в Республике Куба.
- В 2021—2024 годах — начальник отдела в Латиноамериканском департаменте МИД России.
- В 2024—2025 годах — заместитель директора Латиноамериканского департамента МИД России.
- С 1 апреля 2025 года — чрезвычайный и полномочный посол Российской Федерации в Гватемале[1].

## Дипломатический ранг
- Чрезвычайный и полномочный посланник 2 класса (3 сентября 2018)[2].